# Oratori de Can Guapanoia
L'Oratori de Can Guapanoia és una obra de Vilademuls (Pla de l'Estany) inclosa a l'Inventari del Patrimoni Arquitectònic de Catalunya.

## Descripció
Oratori situat al bell mig d'un camp. Per arribar-hi, s'ha d'agafar la carretera de Vilademuls a Terradelles i, després, un trencall senyalitzat en direcció al cementiri de Vilademuls. A 900 m hi ha un camí de terra que condueix fins a Can Guapanoia; l'oratori es troba a 200 m.
Es tracta d'un oratori de base quadrada (54 x 54 cm i 130 cm d'alçada) constituït per dues grans peces de pedra calcària irregular i coronat per una creu. Damunt de la base hi ha dues peces de pedra; la inferior està tallada tot formant un nínxol (35 x 30 cm), a l'interior del qual es col·locava, originalment, una imatge, actualment desapareguda. A la cara lateral hi ha una inscripció amb l'any “1707”. Corona l'oratori una creu de 75 cm d'alçada, amb la imatge de Crist en relleu a la part frontal.

## Història
Oratori enderrocat la nit del 8 de febrer del 1939, just abans de l'arribada de l'exèrcit nacional durant la Guerra Civil. Fou reconstruït posteriorment.